# حضرة المحترم
حضرة المحترم رواية للأديب العالمي المصري نجيب محفوظ، وهي تحكي عن نضال «عثمان بيومي» الذي التحق موظفاً صغيراً في قسم المحفوظات في إحدى إدارات الدولة، وقد نال شهادة ـ البكالوريا ـ معتمدا على نفسه بعد وفاة والديه الكادحين، وهو يطمح منذ البداية لأن يصير مديراً عاماً للإدارة، فينال إجازة في الحقوق، وينهل من منابع الثقافة العامة، ويوطد علاقاته برؤسائه من خلال الاجتهاد والاستقامة ويبدأ بالادخار استعدادا للزواج من فتاة تكون سبيله إلى العلاء، ولكن الزمن يتسرب من خلال أصابعه، وقد أعرض عن الزواج من اثنتين أحبهما في فترتين متباعدتين من حياته، هما «سيدة» و «أنيسة» لأنهما لا تقدمان له ما يبغي من زواجه، فإذا هو لا يجد عزاء إلا في وصاله الجسدي لقدريّة ـ البغي الغانية ـ ولقد أفسحت له الظروف مجال الترقي فصار مديراً للإدارة، ولكنه في لحظة يأس وافتقار إلى الحب الحقيقي تزوج من «قدرية» وحين أخفق معها تزوج ثانية من سكرتيرته (راضية) وفي اللحظة التي صمّم فيها على الإنجاب والتخلي عن حلمه بالدرجة العظيمة ومنصب المدير العام جاءه قرار تعيينه وهو على فراش المرض فقضى بلا حب دافئ، وبلا ذرية، ودون أن يباشر الحكم من إدارته.

## تحليل العنوان
يحمل عنوان الرواية "حضرة المحترم" دلالة رمزية مزدوجة، حيث يقدّم من جهة بريق الطموح الاجتماعي والهيبة الشكلية التي يطمح إليها الإنسان داخل نسق السلطة، ومن جهة أخرى يحمل نبرة ساخرة تعكس فراغ هذا اللقب من أي مضمون إنساني حقيقي. فالتعبير "حضرة المحترم" هو من الألقاب الرسمية المتداولة في الخطاب الإداري والرسمي، ويوحي بالوقار والهيبة والاحترام، لكنه في سياق الرواية يصبح قناعًا يخفي وراءه حياةً باهتة ومجردة من العاطفة والمعنى.
يتماهى البطل عثمان بيومي مع هذا اللقب لدرجة يفقد معها ذاته ومشاعره، متشبثًا به كغاية نهائية لا كوسيلة، فيتحول من إنسان يحمل أحلامًا عاطفية وثقافية إلى آلة بيروقراطية تُدار بإيقاع الوظيفة، إلى أن ينال اللقب – أخيرًا – على فراش المرض، دون أن يتذوق طعم الأبوة أو الحب، في مفارقة مأساوية موجعة.

## الجوائزوالتكريم: حضور "حضرة المحترم" في مسيرة نوبل
رغم أن رواية "حضرة المحترم" لم تنل جائزة منفردة، فإنها تُعد من الروايات التي أثبتت قدرة نجيب محفوظ على التكثيف الرمزي وبناء شخصيات نموذجية تُجسد المجتمع المصري في مرحلة حرجة من تاريخه. وهي واحدة من الأعمال التي استشهد بها النقاد الغربيون عند تحليل أدب محفوظ في سياق جائزة نوبل للآداب سنة 1988، والتي نالها عن مجمل أعماله.
وقد ذُكرت "حضرة المحترم" باعتبارها رواية نموذجية في تحليل البنية الاجتماعية للسلطة، خاصة من طرف النقاد الفرنسيين والإنجليز الذين ترجموا العمل إلى لغات مختلفة. كما اعتُمدت الرواية في مناهج جامعية بمصر والمغرب وسوريا، واعتُبرَت من أبرز روايات محفوظ بعد الثلاثية.

## صراع الحلم الفردي مع الزمن والمجتمع
تجسد رواية "حضرة المحترم" الصراع المرير بين حلم فردي مشروع وبين مجتمع بيروقراطي قاسٍ وزمن لا يرحم. إذ يرسم نجيب محفوظ من خلال شخصية عثمان بيومي ملامح الإنسان المثابر الذي بدأ من الصفر بعد وفاة والديه، معتمدًا على عزيمته الذاتية، ساعيًا للترقي داخل الإدارة العمومية. غير أن هذا الحلم ظلّ مشروطًا بالتضحية المستمرة، فالبطل يرفض الحب إذا ما تعارض مع طموحه، ويؤجل الزواج حتى يُؤمّن وضعيته الاجتماعية، ويبني مسارًا وظيفيًا رتيبًا محكومًا بهاجس واحد: "الدرجة العليا". ومع مرور الوقت، يتحول الزمن من كونه وعاءً للحلم إلى خصم خفيّ يسرق من البطل شبابه، ويدفعه إلى التصلب والعزلة.

## تصوير البيروقراطية والنظام الإداري المصري
تقدّم الرواية نقدًا لاذعًا للبيروقراطية المصرية، حيث يتم تصوير الإدارة كفضاء خاضع للتراتبية والمصالح. القيم السائدة ليست الكفاءة بل الالتزام الشكلي والانضباط الروتيني، وهي منظومة تُنتج غرباء عن أنفسهم. ومع تقدُّم عثمان في الرتبة، تتآكل إنسانيته وتتضخم سلطته الشكلية، فينعكس ذلك على اختياراته الشخصية وعلاقاته الاجتماعية، ليصبح نتاجًا صريحًا لسلطة الإدارة.

## مفارقة النجاح المهني مقابل الفشل الإنساني
الرواية قائمة على مفارقة مريرة: النجاح الإداري يُقابله الفشل العاطفي والاجتماعي. عثمان بيومي نال الترقية المنتظرة، لكنه خسر الحب، وتخلى عن تكوين أسرة حقيقية. فحين أصبح "حضرة المحترم"، كان قد فقد كل ما يجعله إنسانًا: التواصل، الأبوة، الدفء. وبهذا يتحول الحلم إلى لعنة، والمجد إلى عزاء بارد.

## المرأة في حياة البطل: موضوعية الغاية وغياب العاطفة
تحضر المرأة في الرواية كأداة لا كشريكة. عثمان يتعامل مع المرأة بوصفها وسيلة لتحقيق الاستقرار الإداري والاجتماعي، لا لبناء علاقة متبادلة. علاقته بـ"سيدة" و"أنيسة" تمثل فرصًا مهدورة لحياة عاطفية حقيقية، لكن طموحه يسحقها. أما زواجه بـ"قدرية" و"راضية" فيعكس انحداره من الحب إلى الحاجة، ومن الاختيار إلى الاستسلام.

## الرمزية والبنية اللغوية في الرواية
اعتمد نجيب محفوظ رمزية دقيقة في بناء شخصياته وأسمائها: "قدرية" ترمز للقَدَر المحتوم، و"راضية" للقبول المتأخر. حتى اللغة الوصفية، المتزنة والمتقشفة، تعكس البرودة الوظيفية لعالم البطل. السرد يُبنى ببطء مقصود، كأنه يتماهى مع إيقاع المكاتب الحكومية، حيث تتآكل الروح وسط الملفات والدرجات.

## تحويلها لمسلسل
تم تحويلها لمسلسل مصري بطولة أشرف عبد الباقي، نورهان، سمية الخشاب، سوسن بدر وصلاح رشوان. سيناريو وحوار عاطف بشاي إخراج سيد طنطاوي.

## وصلات خارجية
- مراجعات القراء حول رواية حضرة المحترم على موقع أبجد